# Il segreto di Excalibur
Il segreto di Excalibur è un romanzo d'avventura, scritto nel 2008 da Andy McDermott.
È il terzo volume di una serie di romanzi, tra i quali Genesis, e segue In cerca di Atlantide  e Il tesoro di Ercole.

## Edizioni
- Andy McDermott, Il segreto di Excalibur, traduzione di Andrea Marti e Stefano Tettamanti, collana La Gaja scienza, Longanesi, 2008,  p. 480, ISBN 88-304-2770-5.